# Sandra Elsadek
Sandra Elsadek, née le 18 juin 2000 aux États-Unis, est une gymnaste artistique égyptienne.

## Carrière
Sandra Elsadek est médaillée d'argent par équipes et termine cinquième du concours général individuel des Championnats d'Afrique de gymnastique artistique 2023 à Pretoria.
Elle est médaillée d'or du concours par équipes et médaillée de bronze à la poutre et au saut de cheval aux Championnats d'Afrique de gymnastique artistique 2024 à Marrakech.